# Jean Barbier (dramaturge)
Pour les articles homonymes, voir Barbier et Jean Barbier (homonymie).
Jean Barbier (né Maurice Moreau-Chantegris le 26 octobre 1919 à Clichy et mort le 14 janvier 2019 à Épinay-sur-Orge) est un auteur de théâtre et un nouvelliste français.

## Biographie
Jean Barbier commence par écrire des nouvelles dont plusieurs sont publiées, notamment aux États-Unis. En 1977, il écrit en collaboration avec Dominique Nohain une pièce policière : Seul le poisson rouge est au courant. Il est marié avec Denise Moreau-Chantegris qui sera la directrice de 1973 à 2010 du Théâtre des Nouveautés. Elle alternera avec succès les grandes comédies du répertoire avec les pièces de l'auteur « maison » Jean Barbier son époux, dans l'esprit du théâtre de boulevard.
La pièce Mais qui est qui ? jouée par Jean Lefebvre connait un grand succès avec plus de 600 représentations en France, avant de connaître une diffusion à succès sur TF1.[réf. nécessaire]
Jean Barbier travaille aussi pour la télévision. Il a notamment réalisé Louloute (TF1, 1985) et Pépé la gâchette (TF1, 1990). Il est chevalier de l'ordre national du Mérite.

## Théâtrographie
- 1977 : Seul le poisson rouge est au courant (mise en scène Dominique Nohain, Théâtre Charles de Rochefort, puis Théâtre des Capucines)
- 1979 : Un clochard dans mon jardin (mise en scène de Guy Michel, 1979-1981)
- 1982 : Sado et Maso ou Hold-up pour rire (mise en scène de Guy Michel)
- 1985 : Louloute (mise en scène de Francis Joffo)
- 1986 : Mais qui est qui ? (mise en scène de Michel Roux ; diffusion sur TF1 ; 1986-1988)
- 1988 : Une soirée pas comme les autres (mise en scène de Henri Tisot)
- 1990 : Oui, Patron ! (mise en scène de Gérard Savoisien), reprise en 1994 ; diffusion Antenne 2.
- 1991 : Les Jumeaux (mise en scène de Gérard Savoisien, 1991 ; TF1)
- 1993 : Les Malheurs d'un P.d.g. (mise en scène de Yves Pignot, 1993)
- 1996 : La Pêche à la ligne (mise en scène de François Guérin, 1996)
- 1999 : Ma femme est folle (mise en scène de Jean-Pierre Dravel)
- 2001 : Première porte à gauche (mise en scène de Franck de La Personne)
- 2002 : Les Jumeaux (mise en scène de Jean Barbier)
- 2002 : Ma femme est sortie (mise en scène de Jean-Pierre Dravel et Olivier Macé)
- 2004 : Ma fille travaille à Paris (mise en scène Thierry Lavat)
- 2006 : Clémentine (mise en scène de Jean-Pierre Dravel et Olivier Macé)
- 2008 : Ma femme est parfaite (mise en scène de Éric Henon)

## Filmographie
- 1985 : Louloute, téléfilm (TF1)
- 1990 : Pépé la gâchette, téléfilm (TF1, rediffusion 1991)